# Les Fauves (film, 2018)
Pour les articles homonymes, voir Les Fauves.
Pour plus de détails, voir Fiche technique et Distribution.
Les Fauves est un film à suspense français réalisé par Vincent Mariette et sorti en 2018.

## Synopsis
Laura, une jeune fille, passe des vacances dans un camping de Dordogne, avec ses cousins et sa tante. Les jeunes gens flirtent, boivent et fument autour de feux de camp, mais une rumeur les trouble : celle de la présence d'une panthère tuant des animaux et, peut-être, des enfants.
Laura observe beaucoup, en particulier Paul, un écrivain « dans le genre de Stephen King » qu'elle admire et qui séjourne dans un bungalow.

## Fiche technique
- Titre : Les Fauves
- Réalisation : Vincent Mariette
- Scénario : Vincent Mariette et Marie Amachoukeli
- Photographie : George Lechaptois
- Montage : Mathilde Van de Moortel
- Musique : Sacha Galperine et Evgueni Galperine
- Décors : Pascal Le Guellec
- Costumes : Julie Brones
- Producteur : Amaury Ovise
  - Coproducteur : Jean-Christophe Reymond
- Production : Kazak Productions, Orange Cinéma Séries et Canal+
  - SOFICA : Cinémage 12, Cofimage 29, Cofinova 14
- Distribution : Diaphana Distribution
- Pays d'origine :  France
- Genre : Thriller
- Durée : 83 minutes
- Dates de sortie :
  -  États-Unis : 22 septembre 2018 (Fantastic Fest)
  -  France : 
    - 2 octobre 2018 (Saint-Jean-de-Luz)
    - 23 janvier 2019 (en salles)

## Distribution
- Lily-Rose Depp : Laura
- Laurent Lafitte : Paul
- Camille Cottin : l'inspectrice Camus
- Aloïse Sauvage : Anne
- Baya Kasmi : Christine
- Jonas Bloquet : Vincent
- Yoann Zimmer : Arnaud
- Eugène Marcuse : Yann
- Lucas Moreau : Loïc

## Accueil

### Critiques
Pour Télérama le film est une réussite : « Vincent Mariette brouille superbement les cartes et les références entre portrait initiatique d’une jouvencelle qui a envie de se « faire mordre », polar à énigmes et film fantastique ». Le Parisien est quant à lui très négatif et « ne garde de ce film que la formidable présence de Lily-Rose Depp ».